# Transsiberian

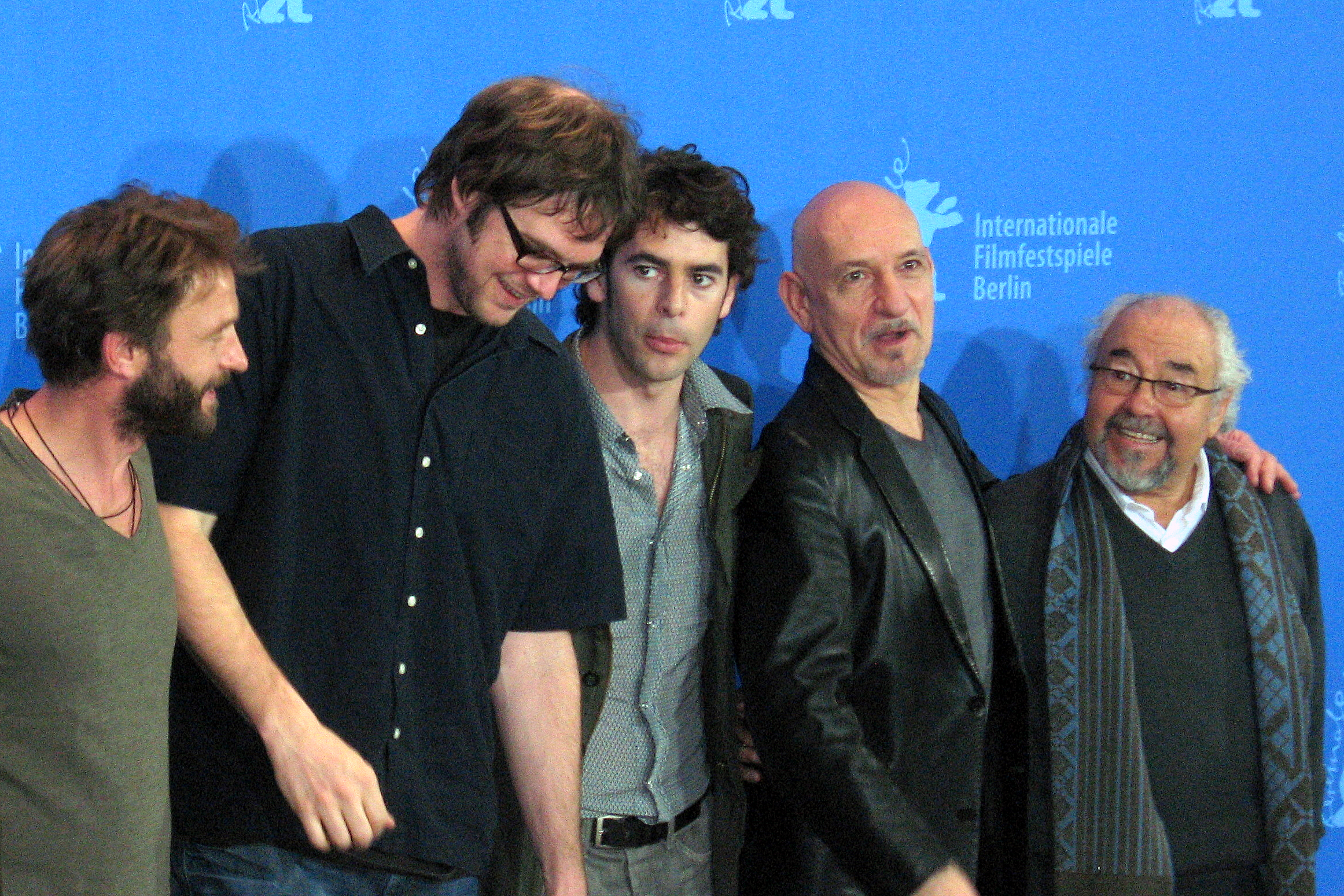
Crew van Transsiberian tijdens een persconferentie

Transsiberian is een Brits-Duits-Spaanse-Litouwse thriller uit 2008 onder regie van Brad Anderson, die het verhaal samen met Will Conroy schreef. De film werd genomineerd voor de Saturn Awards voor beste internationale film, beste actrice (Emily Mortimer) en beste bijrolspeler (Woody Harrelson).

## Inhoud

### Proloog
Ilya Grink (Ben Kingsley) werkt voor de Russische narcoticabrigade. Hij wordt naar Vladivostok geroepen in verband met een gepleegde moord. Daar zit een man aan een bureau, met een mes in het achterhoofd gestoken.

### Verhaal
Het Amerikaanse echtpaar Roy (Woody Harrelson) en Jessie (Emily Mortimer) keren terug van een christelijke missie in China en nemen in Peking de Trans-Siberische spoorlijn naar Moskou. Net over de grens met Rusland worden ze in hun cabine vergezeld door de Spaanse man Carlos (Eduardo Noriega) en zijn Amerikaanse vriendin Abby (Kate Mara). Met name Roy gaat al vlot vriendschappelijk om met het tweetal, die vertellen leraren Engels te zijn die terugkeren van werk in Japan. Jessie blijft wat meer gereserveerd, met name op haar hoede voor de erg uitbundige Carlos.
Er heerst van begin af aan een erotische spanning tussen Jessie en Carlos, die Jessie maar met moeite weerstaat. Wanneer ze even met zijn tweeën in hun cabine zijn, vertelt hij haar een geheim waarvan Abby niets weet. Carlos heeft een tas volgeladen met matroesjka's, die hij eigenlijk niet mee mag nemen over de grens, maar die hij voor een mooi bedrag zegt te kunnen verkopen aan toeristen.
Roy mist de trein wanneer die verder rijdt na een tussenstop in Irkoetsk, waar hij uitstapte om rond te kijken. Daarom stapt Jessie een halte verder uit om te wachten tot haar echtgenoot haar de volgende dag bij kan halen. Carlos en Abby stappen eveneens uit en gaan samen met Jessie naar een hotel. De Spanjaard klopt vervolgens aan bij Jessie met de mededeling dat de douche bij Abby en hem niet werkt en het verzoek of hij bij haar mag douchen. Ze stemt toe en laat de sleutels bij hem achter wanneer er telefoon voor haar is vanuit Irkoetsk.
Roy blijkt later terug te komen dan verwacht, zodat Jessie nog een paar uur te doden heeft. Carlos nodigt haar uit op een uitstapje met de bus om haar een vervallen kerkje te laten zien. Jessie is amateurfotografe en Carlos bezweert haar dat ze het prachtig gaat vinden. Hij krijgt gelijk, maar aangekomen bij het afgelegen kerkje komt ook de erotische spanning tussen hen beiden tot een climax. Ze bespringen elkaar, maar voor het verder gaat dan zoenen worden ze gestoord door kabaal. Hierdoor komt Jessie bij zinnen, denkt aan Roy en besluit erger te voorkomen. Carlos blijft niettemin aandringen waarop zij van zich afslaat met een plank. Dit loopt zo uit de hand dat Jessie de Spanjaard doodslaat.
Jessie is alleen wanneer Roy haar bijhaalt en zwijgt in alle talen over haar uitstapje met Carlos en de gevolgen hiervan. Weer in de trein komt ze erachter dat de Spanjaard zijn matroesjka's heeft overgeladen in haar tas toen zij hem alleen liet om te douchen. Dan stelt Roy haar voor aan de man met wie hij haar achterna is gereisd, narcotica-inspecteur Grink. Hij vertelt dat er op deze lijn vaak drugs wordt gesmokkeld, waardoor voor Jessie ineens veel duidelijk wordt over de nieuwe inhoud van haar tas, afkomstig van een man die zij heeft vermoord.

## Rolverdeling
- Woody Harrelson - Roy
- Emily Mortimer - Jessie
- Ben Kingsley - Ilya Grink
- Eduardo Noriega - Carlos
- Kate Mara - Abby
- Thomas Kretschmann - Kolzak